# 爪先

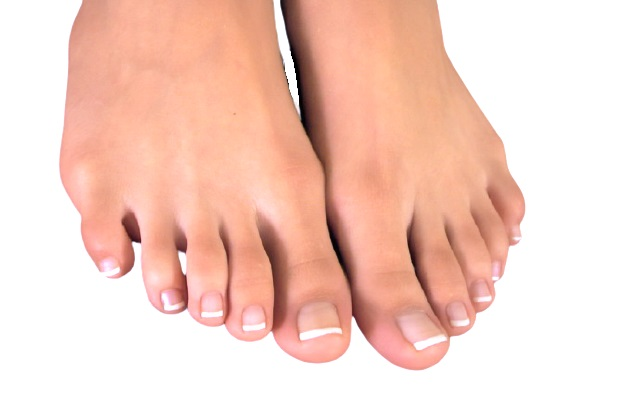
人間の爪先

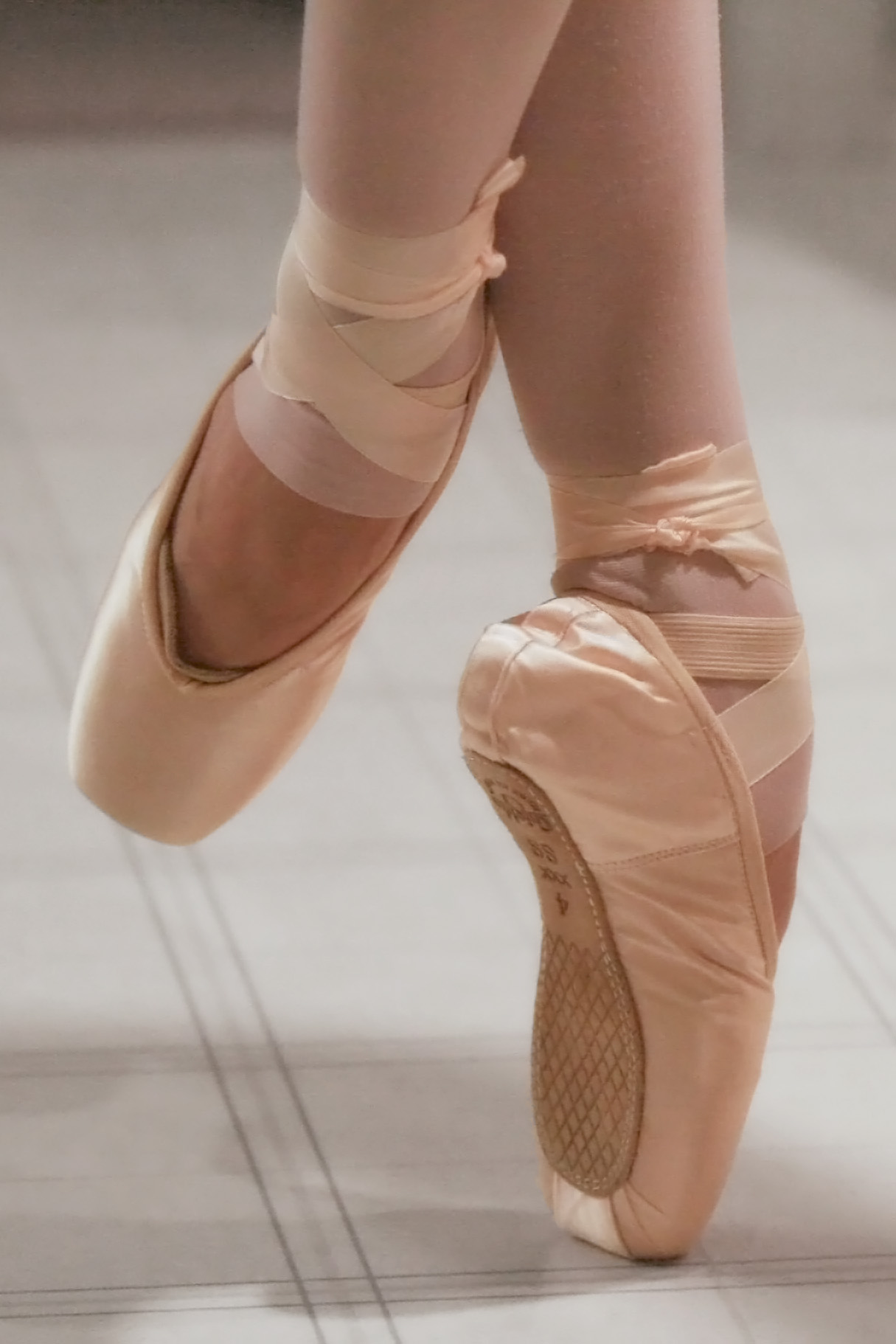
バレーダンサーのポワント（爪先立ち）

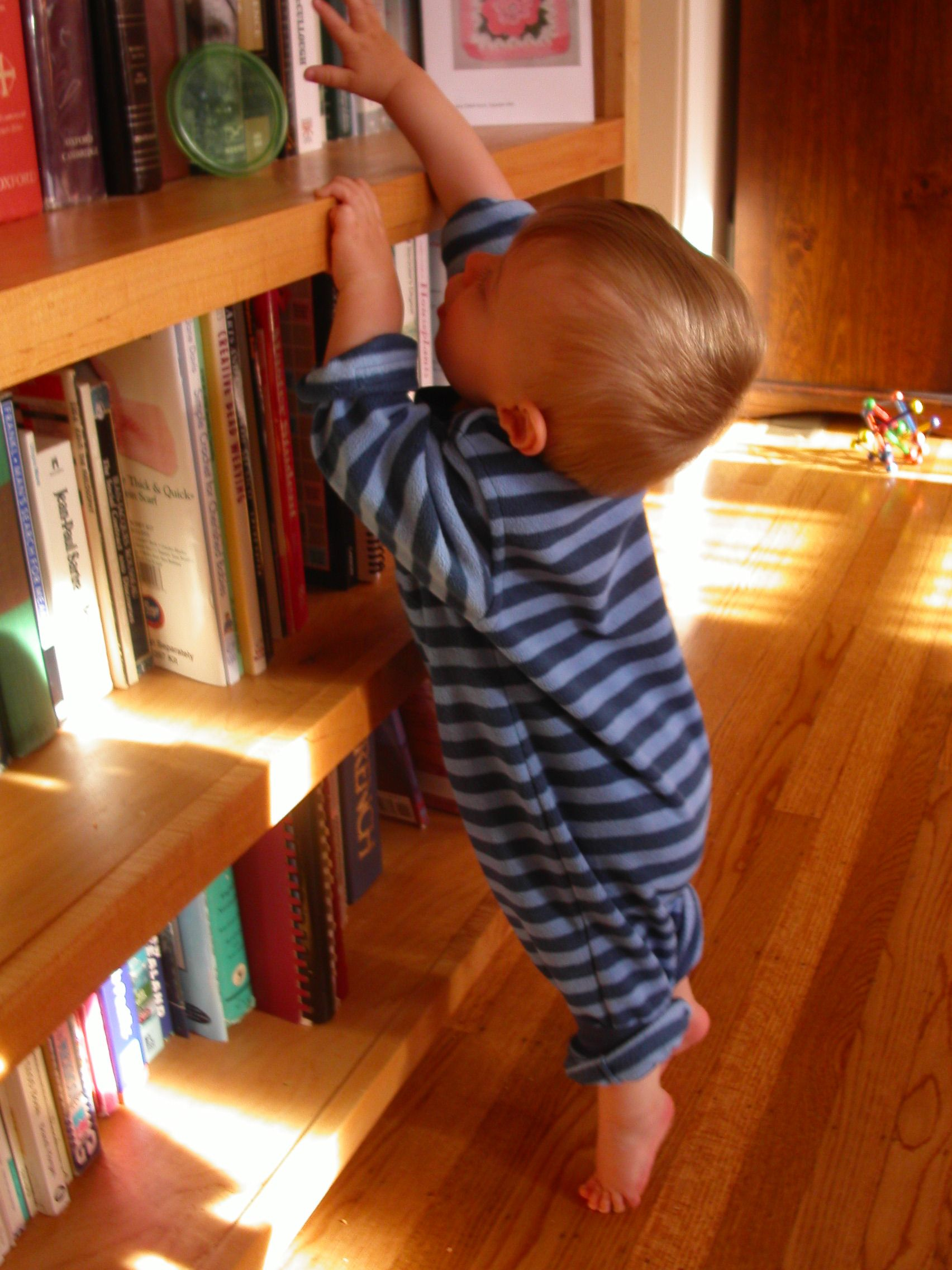
赤ん坊が爪先立ちをして物を取ろうとしている様子

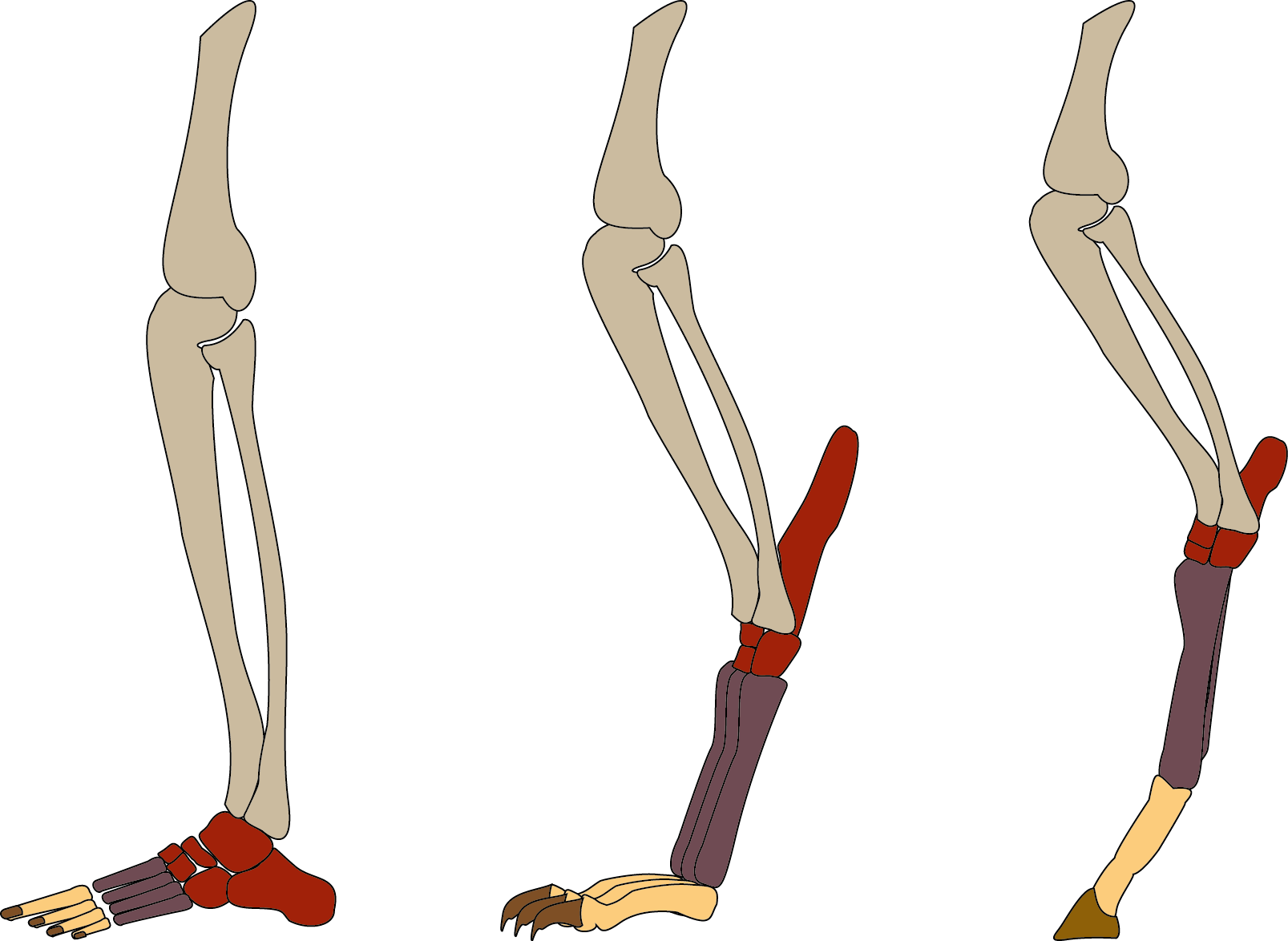
左から踵まで足を付けている蹠行、踵が浮いて足指（趾）だけ接地した状態の趾行、爪（蹄）だけが接地する蹄行

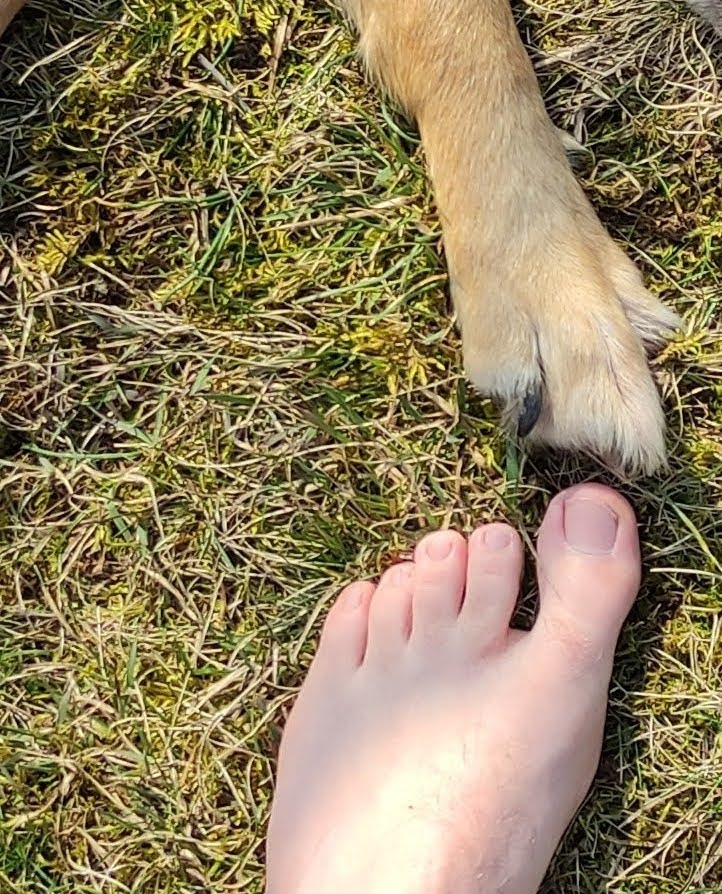

爪先（つまさき）とは、動物（特に人）の足の先端部の指がある部分、または足の指の先の部分のことである。英語のtoeからトーとも言う。一本一本の指に着目する場合には足指（あしゆび）という場合もある。

## 人間の爪先
人間の場合、爪先には手と同様に5本の指（足指、趾）がある。医学用語としては、体の内側から第1趾 - 第5趾と数字で呼び、日本語の俗語ではしばしば手と同じく親指・人差指・中指・薬指・小指と言う。一般に、第1趾（親指）が最も太く、第2趾（人差指）が最も長く、第5趾（小指）が最も細くて短い。足の指は、手の指に比べて非常に短く、手の指ほど自由には動かせない。退化すれば、小指がなくなる、ともいわれている。
指の先には爪がある。日本語の「爪先」は、本来は「爪の先」の意味であるが、手（の指）の先については「指先」と言い、「爪先」は足についてのみ言う。
爪先は、歩行の際に重要な役割を持つ。ただし、第五指（小指）は、失ってもそれほど足取りに影響を及ぼさない。
骨格的には、爪先には手と同様の指骨がある。手の指骨と区別して趾骨ともいう。指骨は踵に伸びる骨につながっている。
行動
- 人間の歩行（英語版）では、爪先から地面に着地するのを forefoot strike という。
- 抜き足差し足忍び足とは、接地点を少なくすることで、枝などを不用意に踏まなくなる。段差にも引っ掛からなくなる歩法[1]。日本以外でもスパイなど静かにする必要がある場合に Tiptoeing という爪先立ちでの歩行を行う。
- 高いところに手を届かせるための背伸び。

## 動物の爪先
多くの動物は、爪先（ここで言う爪先は「足指の先端」ではなく「足指」の意味）のみを地面に接して立っており（趾行）、これを趾行動物（しこうどうぶつ、digitigrade）という。人間など、足の裏まで地面につける動物は蹠行動物（しょこうどうぶつ、plantigrade）という。趾は足の指、蹠は足の裏のことである。